# Iwan Bożiłow
Iwan Angełow Bożiłow (bułg. Иван Ангелов Божилов; ur. 29 lipca 1940 w Dupnicy, zm. 15 października 2016) – bułgarski historyk, bizantynolog.

## Życiorys
W 1965 roku ukończył historię na Uniwersytecie w Sofii. Doktorat w 1971 w Instytucie Historii Bułgarskiej Akademii Nauk. Habilitacja w 1986. Autor ponad 140 publikacji naukowych, w tym 8 książek. Zajmuje się: historia i kulturą średniowiecznej Bułgarii i Bizancjum.

## Wybrane publikacje
- Anonimt na Haze: Blgariâ i Vizantiâ na Dolni Dunav v kraâ na X vek, Sofiâ 1979.
- Familiâta na Asenevci (1186-1460): genealogiâ i prosopografiâ, Sofiâ 1985.
- (redakcja) B"lgarskata literatura i knižnica prez 13 vek, pod red. na Ivan Božilov i Stefan Kožuharov, Sofiâ 1987.
- Sedem etûda po Srednovekovna istoriâ, Sofija 1995.

## Publikacje w języku polskim
- Bułgaria [w:] Świat Bizancjum, t. 3: Bizancjum i jego sąsiedzi 1204-1453, pod redakcją Angeliki Laiou, Cécile Morisson, przeł. Andrzej Graboń, Kraków: Wydawnictwo WAM 2014, s. 379-391.